# Zakynthos (Gemeindebezirk)
Zakynthos (griechisch Ζάκυνθος) ist einer von sechs Gemeindebezirken der griechischen Insel und Gemeinde Zakynthos. Er wurde 1997 als Gemeinde gegründet und mit der Verwaltungsreform 2010 mit den übrigen Gemeindebezirken zur neuen Gemeinde Zakynthos zusammengelegt, die die ganze Insel und einige umliegende, unbewohnte Eilande umfasst.

## Lage
Der Gemeindebezirk umfasst neben der Stadt Zakynthos und den unmittelbar umliegenden Ortschaften die gesamte nach Südosten auslaufende Skopos-Halbinsel bis zum Kap Gerakas. Die Inselgruppe der Strofades, welche sich 35 km südlich der Insel Zakynthos im Ionischen Meer befindet, gehört ebenfalls zum Gemeindebezirk Zakynthos, ebenso wie die unbewohnte Insel Kalonisi in der Bucht von Laganas. Der höchste Punkt des Gemeindebezirks ist der Skopos-Hügel auf der gleichnamigen Halbinsel mit einer Höhe von 492 m.
Die Westküste der Skopos-Halbinsel gehört zum Meeresnationalpark Zakynthos, welcher seit seiner Einrichtung 1999 die Nistplätze der Meeresschildkröte Caretta caretta schützen soll. Auf dem Gebiet der Gemeinde Zakynthos liegen die Nistplätze Sekania, Dafni und Gerakas. Alle diese Nistplätze bzw. Niststrände liegen in der besonders geschützten Zone A des Meeresnationalparks.

## Verwaltungsgliederung
Im Zuge der Gemeindereform 1997 wurde die bisherige Gemeinde Zakynthos, die dem heutigen Stadtbezirk entsprach, um fünf Landgemeinden zur neuen Gemeinde Zakynthos erweitert.  Mit der Verwaltungsreform 2010 wurden die sechs Gemeinden der Insel fusioniert, die wiederum als Gemeinde Zakynthos geführt wird. Die ehemaligen, 1997 gebildeten Gemeinden haben seither den Status von Gemeindebezirken. Der Gemeindebezirk Zakynthos ist in 3 Stadtbezirke und 3 Ortsgemeinschaften untergliedert.
| Stadtbezirk/ Ortsgemeinschaft | griechischer Name              | Code     | Fläche (km²) | Einwohner 2001 | Einwohner 2011 | Dörfer und Siedlungen                                                              |
| ----------------------------- | ------------------------------ | -------- | ------------ | -------------- | -------------- | ---------------------------------------------------------------------------------- |
| Ambelokipi                    | Δημοτική Κοινότητα Αμπελοκήπων | 33010102 | 06,973       | 01423          | 1930           | Ambelokipi, Kalpaki                                                                |
| Gaitani                       | Δημοτική Κοινότητα Γαϊτανίου   | 33010105 | 06,435       | 01411          | 1899           | Gaitani                                                                            |
| Zakynthos                     | Δημοτική Κοινότητα Ζακυνθίων   | 33010101 | 04,590       | 11.254         | 9733           | Zakynthos, Moni Strofadon (Kloster Strofades auf der Inselgruppe Strofades)        |
| Argasi                        | Τοπική Κοινότητα Αργασίου      | 33010103 | 07,404       | 00771          | 1266           | Argasi, Kalliteros                                                                 |
| Vasilikos                     | Τοπική Κοινότητα Βασιλικού     | 33010104 | 17,129       | 00709          | 0799           | Vasilikos, Agios Ioannis, Ano Vasilikos, Xirokastello, Kalonisi (unbewohnte Insel) |
| Bochali                       | Τοπική Κοινότητα Μποχάλης      | 33010106 | 03,958       | 00907          | 1143           | Bochali, Akrotiri, Kydoni                                                          |
| Gesamt                        | Gesamt                         | 330101   | 46,489       | 16.475         | 16.810         |                                                                                    |